# Гарц (Одра)
Гарц (њем. Gartz) град је у њемачкој савезној држави Бранденбург. Једно је од 34 општинска средишта округа Укермарк. Према процјени из 2010. у граду је живјело 2.492 становника. Посједује регионалну шифру (AGS) 12073189.

## Географски и демографски подаци
Гарц се налази у савезној држави Бранденбург у округу Укермарк. Град се налази на надморској висини од 6 метара. Површина општине износи 61,7 km². У самом граду је, према процјени из 2010. године, живјело 2.492 становника. Просјечна густина становништва износи 40 становника/km².

## Међународна сарадња
| Мјесто  | Држава | Врста сарадње | Од    |
| ------- | ------ | ------------- | ----- |
| Грифино | Пољска | партнерство   | 1991. |
| Извор   |        |               |       |